# Championnat national de tennis des États-Unis 1912
Pour un article plus général, voir US Open de tennis.
Résultats détaillés de l’édition 1912 du championnat de tennis US National qui est disputée du 10 au 15 juin 1912.

## Faits marquants
C'est la première édition abandonnant le système du challenge round, le vainqueur de l'édition précédente doit lui aussi participer au tournoi.

## Palmarès
| Tableau          | Vainqueurs                        | Vainqueurs | Score                   | Finalistes                                 | Finalistes |
| ---------------- | --------------------------------- | ---------- | ----------------------- | ------------------------------------------ | ---------- |
| Simple dames     | Mary Kendall Browne               | États-Unis | 6-4, 6-2                | Eleonora Sears                             | États-Unis |
| Simple messieurs | Maurice McLoughlin                | États-Unis | 3-6, 2-6, 6-2, 6-4, 6-2 | Wallace F. Johnson                         | États-Unis |
| Double dames     | Dorothy Green Mary Kendall Browne | États-Unis | 6-2, 5-7, 6-0           | Maud Barger Wallach Mrs. Frederick Schmitz | États-Unis |
| Double messieurs | Maurice McLoughlin Tom Bundy      | États-Unis | 3-6 6-2 6-1 7-5         | Raymond Little Gus Touchard                | États-Unis |
| Double mixte     | Mary Kendall Browne Dick Williams | États-Unis | 6-4, 2-6, 11-9          | Eleonora Sears William Clothier            | États-Unis |

## Simple dames
|  |                     |  |   |   |  |
|  | Finale              |  |   |   |  |
|  |                     |  |   |   |  |
|  |                     |  |   |   |  |
|  | Mary Kendall Browne |  | 6 | 6 |  |
|  | Mary Kendall Browne |  | 6 | 6 |  |
|  | Eleonora Sears      |  | 4 | 2 |  |

## Double dames
|  |                                   |  |   |   |   |
|  | Finale                            |  |   |   |   |
|  |                                   |  |   |   |   |
|  |                                   |  |   |   |   |
|  | Dorothy Green Mary Kendall Browne |  | 6 | 5 | 6 |
|  | Dorothy Green Mary Kendall Browne |  | 6 | 5 | 6 |
|  | Maud Barger Wallach Mrs. Schmitz  |  | 2 | 7 | 0 |

## Double mixte
|  |                                    |  |   |   |    |
|  | Finale                             |  |   |   |    |
|  |                                    |  |   |   |    |
|  |                                    |  |   |   |    |
|  | Mary Kendall Browne Richard Norris |  | 6 | 2 | 11 |
|  | Mary Kendall Browne Richard Norris |  | 6 | 2 | 11 |
|  | Eleonora Sears William Clothier    |  | 4 | 6 | 9  |